# مکتب پویانمایی زاگرب

پروفسور بالتازار ساخته زلاتکو گرگیچ از مهم‌ترین آثار مربوط به مکتب زاگرب

مکتب پویانمایی زاگرب (Zagreb School of Animated Films) مشهور به مکتب زاگرب یک جنبش و نهضت فیلم‌سازی در ژانر پویانمایی بود که از ابتدای دهه ۵۰ در زاگرب فیلم و در کرواسی در زمان جمهوری فدرال سوسیالستی یوگسلاوی آغاز شد.
مکتب زاگرب توسط مورخ سینما ژرژ سادول بین سال‌های ۱۹۵۲ تا ۱۹۵۳ نام‌گذاری شده‌است. در دنیای فانتزی نقاشی متحرک؛ مکتب زاگرب با اعتبارترین و به تعبیری محترم‌ترین جنبش فیلم‌سازی انیمیشن در جهان شناخته می‌شود. از آن موقع عمده نویسندگان سینمایی و علاقه‌مندان به سینما به تبعیت از واژه ابداع شده توسط ژرژ سادول، این جنبش سینمایی را به مکتب زاگرب می‌شناسند.

## پیشینه
تولد مکتب زاگرب در دوران جنگ سرد اتفاق افتاد. از ۱۹۳۸ تا ۱۹۵۰ کمپانی والت دیسنی به عنوان بخشی از سینمای آمریکا شهرت و اعتباری در سراسر جهان به‌دلیل ساخت انیمیشن‌های سینمایی بدست آورده بود که هیچ کشور یا کمپانی اروپایی توان رقابت با آن را نداشت. انیماتورهای ژاپنی نیز که سابقه ممتد در تولید انیمیشن داشتند بیشتر به بومی‌سازی مشغول بودند. در همین سال‌ها پس از تأسیس استودیوی زاگرب فیلم در سال ۱۹۵۳ چندین انیماتور جوان و خلاق دور هم جمع شدند و مبنا و هدفی عالی برای خود تصویر کردند. در بهار ۱۹۵۳ از مجموع ۵۷۰ انیماتوری که در زاگرب فیلم گرد هم آمدند، حدود ۱۹ انیمیشن در زمان‌هایی حدود ۴ تا ۸ دقیقه تولید شد که بعدها هرکدام از آنها منشأ تولیدات تلویزیونی مشهوری همچون پروفسور بالتازار شدند.
از ۱۹۵۳ تا ۱۹۷۸ مکنب زاگرب دقیقاً ۵۶۸ فیلم انیمیشن تولید کرد که در طی این سال‌ها ۴۵۳ جایزه بزرگ و کوچک را از آن خود کردند. در واقع در اواخر دهه ۶۰ تا اوایل دهه ۸۰ زاگرب فیلم و گروه موسوم به مکتب زاگرب نه تنها انیمیشن کلاسیک را به عالی‌ترین سطح خود رسانیدند بلکه به قطب جهانی انیماتورهای هنری نیز تبدیل شدند.
انیماتورهای مکتب زاگرب پس از درخشش در در نامزدی و کسب جایزه اسکار و حضور مداوم و موفق در جشنواره‌های کن و برلین؛ به فکر تأسیس یک جشنواره تخصصی پویانمایی رسیدند و سرانجام در سال ۱۹۷۲ جشنواره انیمیشن فیلم زاگرب تأسیس گردید.

## اصول مکتب زاگرب
در مکتب زاگرب اصل کار بر سادگی و خلق کاراکترهایی بود که کودکان و بزرگسالان به تمام معنی آنها را در زندگی خود لمس کنند. طنز؛ سادگی و غلبه محتوی بر فرم از اصلی‌ترین عناصر تشکیل‌دهنده سیاست هنری انیماتورهای مکتب زاگرب بود. خالقان این انیمیشن‌ها موضوع را بسیار مهم می‌دانستند و سادگی در بیان آن را برای تماشاگران جاانداختند.
دوشان ووکوتیچ فیلم‌ساز و کارتونیست برنده جایزه اسکار اهل مونته‌نگرو و زلاتکو گرگیچ، اَنیماتور و کارگردان فیلم اهل کرواسی نامزدِ دریافتِ جایزهٔ اسکار بهترین فیلم کوتاه انیمیشن از مهم‌ترین اعضای مکتب پویانمایی زاگرب محسوب می‌شوند.